# Wacław Kuźmicki
Wacław Kuźmicki (ur. 27 kwietnia 1921 w Bacieczkach, zm. 19 sierpnia 2013 w Katowicach) – polski lekkoatleta, wieloboista. Olimpijczyk z Londynu 1948.

## Życiorys
Urodził się w Bacieczkach (obecnie dzielnica Białegostoku) w rodzinie chłopskiej, syn Jana i Emilii Cylwik, absolwent Gimnazjum Ogólnokształcącego w  Białymstoku. Absolwent Szkoły Głównej Handlowej w Warszawie oddział w Łodzi (1949), Wyższej Szkoły Pedagogicznej w Katowicach (1963) oraz Wyższej Szkoły Ekonomicznej w Katowicach (1973). Zawodnik Jagiellonii Białystok, Dziewiarskiego Klubu Sportowego w Łodzi, Łódzkiego Klubu Sportowego, (Budowlani) AKS Chorzów i Unii Chorzów. 
Uczestnik igrzysk olimpijskich w Londynie (1948: dziesięciobój), mistrzostw Europy w Oslo (1946: dziesięciobój) oraz Akademickich Mistrzostw Świata UIE (Union Internationale des Étudiants) w Pradze (1947) i Budapeszcie (1949). Podczas AMŚ w Pradze wygrał skok w dal (6.70), był drugi w rzucie dyskiem (39.06) i trzeci w skoku wzwyż (1.70). 
Mistrz Polski w trójskoku (1947) i dwukrotnie w pięcioboju (1947, 1950). Po zakończeniu kariery sportowej pracował jako trener w klubach: Ruch Chorzów, Start Katowice i AKS Chorzów oraz jako trener kadry narodowej. Sędzia międzynarodowy. Odznaczony m.in. Krzyżem Kawalerskim Orderu Odrodzenia Polski. Został pochowany na cmentarzu przy ulicy Sienkiewicza w Katowicach.
 Życie prywatne 

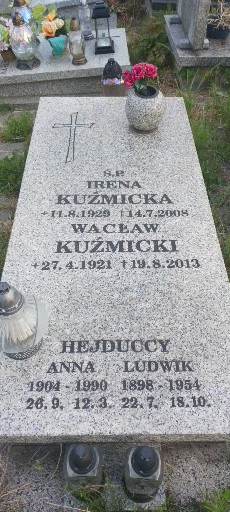
Grób Wacława Kuźmickiego i Ireny Hejduckiej na cmentarzu Apostołów Piotra i Pawła przy ul. Sienkiewicza w Katowicach

Żonaty z Ireną Hejducką. Dzieci Grażyna Malcher, Wojciech Kuźmicki.

## Rekordy życiowe
- bieg na 110 m przez płotki - 17.2 (22 maja 1948, Warszawa).
- skok w dal - 7.03 (12 sierpnia 1951, Goczałkowice).
- skok wzwyż - 1.80 (17 sierpnia 1947, Łódź).
- trójskok - 14.03 (1951).
- rzut oszczepem - 54.86 (21 sierpnia 1948, Warszawa).
- dziesięciobój - 61.53 (5 sierpnia 1948, Londyn).